# Styposis
Styposis es un género de arañas de la familia Theridiidae, orden Araneae. Fue descrito por el francés Eugène Simon en 1894.

## Especies
- Styposis ajo Levi, 1960
- Styposis albula (Gertsch, 1960)
- Styposis camoteensis (Levi, 1967)
- Styposis chickeringi Levi, 1960
- Styposis clausis Levi, 1960
- Styposis colorados Levi, 1964
- Styposis flavescens Simon, 1894
- Styposis kahuziensis Miller, 1970
- Styposis lutea (Petrunkevitch, 1930)
- Styposis nicaraguensis Levi, 1960
- Styposis rancho Levi, 1960
- Styposis scleropsis Levi, 1960
- Styposis selis Levi, 1964
- Styposis tepus (Levi, 1967)